# Matt Ward
Matt Ward är en brittisk författare och speldesigner som är mest känd för sitt arbete inom Warhammer 40,000-universumet. Ward var anställd av Games Workshop fram till maj 2014.
Han är listad som författare eller medförfattare till följande böcker:
- Army Book: Daemons of Chaos (2008)
- Warhammer 40,000 Rulebook, 5th Edition (2008)
- Codex: Space Marines (2008)
- Codex: Blood Angels (2010)
- Warhammer Fantasy Rulebook, 8th Edition (2010)
- Codex: Grey Knights (2011)
- Army Book: Daemons of Chaos (2013)

Förutom detta skriver Ward även en del i tidningen White Dwarf. Trots hans många bidrag till Warhammer-universumet så har Ward fått motta en hel del kritik från fans på grund av hur han skriver det så kallade "fluffet" (bakgrundshistoria) i sina böcker.